# カプロニ Ca.331
カプロニ Ca.331 ラフィカ
最初のCa.331試作機。Ca.331 O.A.として完成した偵察機。
- 用途：偵察機、軽爆撃機、夜間戦闘機
- 設計者：Ing チェザーレ・パラヴィチーノ
- 製造者：カプロニ社
- 運用者：イタリア王立空軍
- 初飛行：Ca.331 O.A.:1940年8月31日
Ca331 C.N.:1942年夏季
- 生産数：3機[1]
- 運用状況：退役

カプロニ Ca.331 ラフィカ （Caproni Ca.331 Raffica, ほとばしる風、噴出す炎などの意) とは、1940年代初期に戦術偵察機・軽爆撃機、また夜間戦闘機としてカプロニ社が生産したイタリア軍の航空機である。

## 開発

### Ca.331 O.A. (Ca.331A)

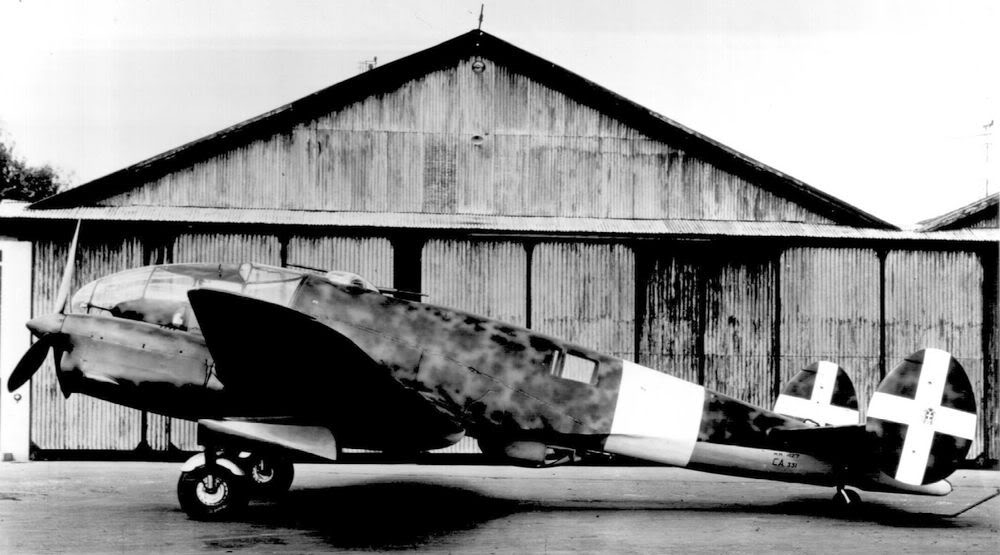
カプロニCa.331 O.A.の試作機。

1938年、イタリア航空省の出した戦闘能力を持つ新型戦術偵察機という仕様に応え、カプロニ社の子会社であるカプロニ・ベルガマスキに勤めていた工学技術者チェザーレ・パラヴィチーノはCa.331 O.A.の設計を始めた。O.A.とは「Osservazione Area」、エリア観測の意味である。また本機は1938年10月にCa.331Aとも名付けられた。全金属製の機体構造はカプロニ社にとり革新でもあった。Ca.331 O.A.試作機は双発の低翼単葉機で、段差のないコックピットとガラス張りの機首を持ち、胴体部と翼部はどちらもジュラルミンの応力外皮構造を持っていた。また主翼には逆ガル翼の形状が見られる。本機は2基のイソッタ・フラスキーニ・デルタRC.40エンジン、770馬力（574kW）を装備した。搭乗員は操縦士、観測員/銃手、無線手/銃手の3人乗りで、機体は4挺の12.7mmブレダ-SAFAT機関銃を備える。うち2挺は翼根部に固定装備されて前方を射撃し、1挺は胴体後部の銃塔に、1挺は胴体下部に配置された。またCa.331 O.A.は爆弾倉を持ち、上限1,000kgまでの爆弾を携行したほか、主翼下には4箇所の爆弾架を設けた。
Ca.331 O.A.の試作機は1940年8月31日、ポンテ・サン・ピエトロにてカプロニ社のテストパイロット、エットーレ・ウェンギの操縦により初飛行した。もともと装備していたピアッジョ製プロペラは不適当なことが分かったが、1941年にこれらを代替したアルファロメオ製のプロペラは実際の予想を超えて機体性能を改善した。1941年、カプロニ・ベルガマスキではイタリア空軍にこの試作機を引き渡した。グイドーニア・モンテチェーリオで公式な審査が開始され、良い結果が出た。しかし、イタリア空軍は発注指示を下すことなくこの機体をカプロニ・ベルガマスキに返送した。ドイツ空軍は、ドイツ国内のレヒルンにある試験機関で審査するため、本機の操縦を要請した。ドイツ空軍はこの機材に、おそらくイタリア側関係者よりも感銘を受けたものの、ドイツによる発注は得られなかった。
Ca.331 O.A.はイタリアとドイツの操縦士に広く賞賛された。試験者にはドイツの戦闘機エース、ヴェルナー・メルダース(1913-1941)も含まれていた。また1942年1月、ドイツ空軍の元帥ヘルマン・ゲーリング(1893-1946)はグイドーニア・モンテチェーリオでこの機の能力のデモンストレーションを受けた。発注指示が無かった理由にはイタリアとドイツの両国とも曖昧さが残り、議論の余地がある。多様な資料による理由は、Ca.331量産にあたり、戦時のイタリアとドイツにとって供給が苦しくなるだろう材料の使用に依存し過ぎた（とはいえこれ自体が議論が尽きない）ことが推定される。Ca.331の部品の使用が多すぎたこと、これは他のイタリア製航空機よりも珍しい。（しかし具体的に何がそうであったかは不明瞭である）カプロニ社の創立者ジャンニ・カプロニ(1886–1957)のかかえる政治的問題が、イタリアのファシスト政府と存在した可能性。（これは明確にされていない）第二次世界大戦にドイツが勝利した結果、ドイツに支配されることを恐れたイタリア軍が、ドイツ軍とあまりにも緊密に協力する事への不賛成。もしくは単にCa.331が開発に時間をかけ過ぎ、生産に入る前にその需要がなくなってしまったこと。これは第二次世界大戦時のイタリア航空業界ではよくある問題だった。唯一のCa.331 O.A.試作機は、1943年9月8日に連合軍とイタリアとの休戦協定が発効されるまで、タリエドにあるカプロニ社の飛行場に置かれていた。ドイツ軍はこれを包囲し、本機は解体されてドイツへと船で輸送され、後にスクラップ処分となった。

### Ca.331 C.N. (Ca.331B)

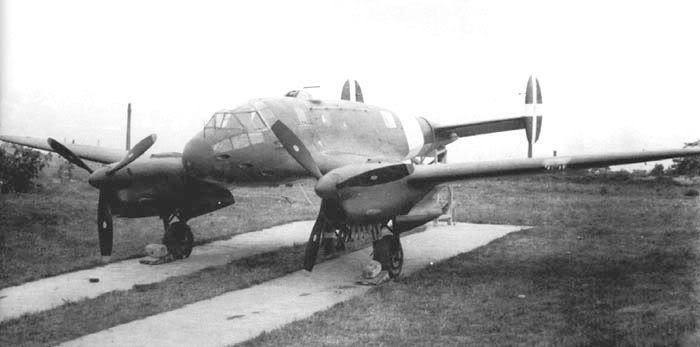
第二の試作機、カプロニCa.331。Ordered as a second Ca.331 O.A.の第二試作偵察機として発注されたが、その代わりに最初のCa.331 C.N.試作夜間戦闘機として完成した。ここに見られるものはおそらくフルバラ射撃場で兵装試験中のもの。

1942年、イタリアでは強大な防空能力の必要性を認める程に戦況が変化した。これに伴い、1942年5月にイタリア空軍省は第二のCa.331試作機を発注した。もともとは第二のCa.331 0.A.として計画されたものの、代わりに完成したのは初の試作夜間戦闘機型であった。試作夜間戦闘機はCa.331 C.N.と命名され、C.N.とは「Caccia Notturna」、ナイトファイターの意味である。Ca.331Bとしても知られた。
Ca.331 C.N.が初飛行したのは1942年夏である。Ca.331 O.A.と異なり、段付きのコックピットを備え、機種のガラス張りの面積が減った。本機の武装は1943年春に装備され、4門の20mmマウザーMG151を前方固定装備し、さらに4挺の12.7mmブレダ-SAFAT機関銃を装備、うち2挺は前方固定機銃とし、残りは1挺を胴体後方銃塔へ、1挺を胴体下部に搭載して構成された。もともと装備していた800馬力（596kW）12気筒空冷イソッタ・フラスキーニ・デルタIVエンジンも1943年春のうちに850馬力（633kW）デルタVI、二段階過給機付きへと換装された。
Ca.331 O.A.試作機と同じく、1943年9月8日のイタリアの休戦協定発効の際、本機はタリエドにあるカプロニ社の飛行場にあり、同じ運命をたどった。ドイツ軍はここを包囲し、本機を解体してドイツへと船で輸送した。
第二のCa.331 C.N.試作機が製造されたが、最初の機と違う点は武装が2門の20mmイカリア機関砲および4挺の12.7mmブレダ-SAFAT機関銃であることで、全てが機種に固定装備された。1943年9月にイタリアが連合軍に降伏した時にも本機は未だに組み立て中で、包囲を受けてドイツへと船で送られており、飛行はしていない。
Ca.331 C.N.の生産モデルとして多様な改修型が提案された。中にはドイツ製の1,475馬力（1099kW）ダイムラーベンツCB605を搭載するもの、イタリア製1,250馬力（931kW）イソッタ・フラスキーニ・ゼータ R.C.42を搭載する案、またフィアット製RA-1050 RC.58ティフォーネ（台風の意）を積む案があった。ティフォーネはDB605のイタリアによるコピー品であり、Ca.331 C.N.に644km/hの最高速度を与えることが期待された。Ca.331 C.N.の生産について、イタリアの関係当局ももっと意欲的な様々な計画を立て、機数は1942年5月に100機生産だったものが最後には総計1,000機を量産することとなった。しかし、全ての量産計画は1943年1月に破棄された。

### 他の派生型
ドイツではCa.331を二重操作系統の戦闘訓練機型とし、「Ca.331G」と呼んで生産を検討した。この提案からは何も生じなかった。37mm機関砲を装備した対戦車型も提案されているが、生産には至っていない。

## 運用国
- イタリア
  - イタリア空軍、審査のみ
- ナチスドイツ
  - ドイツ空軍

## 派生型
カプロニ Ca.331 O.A. (またはカプロニ Ca.331A)
戦術偵察機/軽爆撃機（試作1機）
カプロニ Ca.331 C.N. (またはカプロニ Ca.331B)
夜間戦闘機（試作2機）
カプロニ Ca.331G
ドイツに提案した機材。二重操作式の戦闘訓練機。（生産せず）
カプロニ Ca.333
提案用の機材、水上機型。

## 諸元 (Ca.331 C.N.)
データは『Italian Civil & Military Aircraft 1930-1945』による。
- 主要諸元
  - 搭乗員:3名
  - 全長:11.75m
  - 全幅:16.40m
  - 全高:3.21m
  - 翼面積:38.50平方m
  - 空虚重量:4,599kg
  - 全備重量:6,800kg

主エンジン:イソッタ・フラスキーニ デルタ IV 空冷倒立V12ピストンエンジン、63kW (840hp)、2基
- 性能
  - 最高速度:505km/h（高度5,300m）
  - 巡航速度:450km/h
  - 航続能力:1,600km
  - 実用上昇限度:8,090m
  - 上昇力:6,000mまで9分35秒

- 兵装
  - 機関銃:
  - 6 x 12.7mm ブレダ-SAFAT機関銃、段付きの強化された機首部に搭載。
  - 2 x 12.7mm ブレダ-SAFAT機関銃、胴体後方、もしくは胴体下部の防御銃座。
  - 2 x 12.7mm ブレダ-SAFAT機関銃、および 4 x 20mm マウザー機関砲。
  - もしくは胴体下バルジに6 x 20mm イカリア機関砲。
- ハードポイント: 携行組み合わせ条件のもとに2箇所。
  - 爆弾: 2 x 100kg
  - 他: 2 x 主翼下のタンクに収容
  - 爆弾:小型爆弾を1,000kgまで爆弾倉に収容。